# Vo štvorici po opici
Vo štvorici po opici je v pořadí druhé studiové album slovenské skupiny Horkýže Slíže. Z alba pochází videoklip k písni Gilotina.

## Název
Album se mělo původně jmenovat Štrbavý mamut (Bezzubý mamut). Skupina to později použila jako název jedné z fiktivních kapel na albu Festival Chorobná.

## Seznam skladeb
1. „Osemnásť“ - 4:38
2. „Čundr Bejby“ - 2:42
3. „Gilotína“ - 3:49
4. „Ma-tel-ko“ - 4:00
5. „Mama“ - 2:30
6. „Blbé Pocity“ - 4:52
7. „Dole-dole“ - 3:03
8. „Mestečko Chorobná“ - 2:28
9. „Prispejte“ - 2:56
10. „Mačka Bruchomluvec“ - 2:51
11. „Cítite Sa Ideálni?“ - 3:13
12. „Ľudia Sem Sa Všetci, Kde Ste?“ - 2:54
13. „Hrací Automat“ - 2:36
14. „Obesil Sa Mu Brat“ - 3:31
15. „Tunel Nekončí“ - 3:15
16. „Rekapitulácia“ (bonus) - 3:45

## Skupina
- Peter Hrivňák (Kuko) - zpěv, basová kytara
- Mário Sabo (Sabotér) - kytara, zpěv
- Juraj Štefánik (Doktor) - kytara, zpěv
- Martin Košovan (kosou) - bicí

### Hosté
- Juraj Kupec - klasická kytara a sólová kytara, harmonika, balalajka, flétna, škrkálka
- Mišo Kovalčík - klasická kytara a sólová kytara
- Marcela Cvrkalová, Ivana Poliačiková, Katka Malatincová a Mária Sabová - zpěv